# Governo Regional de Kim Kielsen II
O Governo Kim Kielsen II (Regeringen Kim Kielsen) foi um governo regional da Groenlândia, formado a partir do resultado das Eleições regionais de 2018. Integrava o Avante (Siumut), o Nunatta Qitornai, o Partido da Comunidade (Atassut) e o Partido Naleraq (Partit Naleraq). Em setembro de 2018, o Partido Naleraq (Partit Naleraq) abandonou o governo regional por não aceitar a participação financeira dinamarquesa nas obras aeroportuárias em Ilulissat e Nuuk, por que isso aumentaria a dependência da Dinamarca.
| Governo                         | Primeiro-ministro | Partidos                                                                                          |
| ------------------------------- | ----------------- | ------------------------------------------------------------------------------------------------- |
| Governo Regional Kim Kielsen II | Kim Kielsen       | Avante (Siumut) Nunatta Qitornai Partido da Comunidade (Atassut) Partido Naleraq (Partit Naleraq) |

## Composição do Governo
| Pasta                                                                | Titular               | Partido                          |
| -------------------------------------------------------------------- | --------------------- | -------------------------------- |
| Primeiro Ministro (Landsstyreformand)                                | Kim Kielsen           | Avante (Siumut)                  |
| Ministro da Natureza e do Ambiente                                   | Kim Kielsen           | Avante (Siumut)                  |
| Ministro da Economia e da Energia                                    | Aqqalu Jerimiassen    | Partido da Comunidade (Atassut)  |
| Ministro das Finanças                                                | Pele Broberg          | Partido Naleraq (Partit Naleraq) |
| Ministro dos Assuntos Sociais e da Justiça                           | Anthon Frederiksen    | Partido Naleraq (Partit Naleraq) |
| Ministro dos Recursos Naturais, do Mercado de Trabalho e do Interior | Vittus Qujaukitsoq    | Nunatta Qitornai                 |
| Ministro da Habitação e das Infraestruturas                          | Simon Simonsen        | Avante (Siumut)                  |
| Ministra da Educação, Cultura, Igreja e Relações exteriores          | Vivian Motzfeldt      | Avante (Siumut)                  |
| Ministro da Pesca, da Caça e da Agricultura                          | Erik Jensen           | Avante (Siumut)                  |
| Ministra da Saúde e da Pesquisa                                      | Doris Jakobsen Jensen | Avante (Siumut)                  |